# Apote notabilis
Apote notabilis är en insektsart som beskrevs av Scudder, S.H. 1897. Apote notabilis ingår i släktet Apote och familjen vårtbitare. Inga underarter finns listade i Catalogue of Life.